# ناصرآباد (کازرون، شمال)
ناصرآباد شرقی (کازرون، شمال)، روستایی از توابع بخش مرکزی شهرستان کازرون در استان فارس ایران است.

## جمعیت
این روستا در دهستان بلیان قرار دارد و براساس سرشماری مرکز آمار ایران در سال ۱۳۹۵، جمعیت آن ۱۵۱۵ نفر (۳۶۴ خانوار) بوده‌است.